# Xenoplatyura lobata
Xenoplatyura lobata är en tvåvingeart som först beskrevs av Loïc Matile 1974.  Xenoplatyura lobata ingår i släktet Xenoplatyura och familjen platthornsmyggor. Inga underarter finns listade i Catalogue of Life.